# Mejibray
Mejibray (stylizowany jako MEJIBRAY) – japoński zespół visual Kei liczący czterech członków, utworzony przez wokalistę Tsuzuku w czerwcu 2011 roku. Zespół jest wspierany przez wytwórnię White Side Group. Ich muzyka jest mroczna, ciężka, z wyraźnymi dźwiękami metalu i hard rocka. Mejibray oryginalnie powstał jako solowy projekt Tsuzuku wraz z członkami wspierającymi. Ich pierwszy występ odbył się 30 kwietnia 2011 roku. 19 czerwca 2011 roku oficjalnie rozpoczęli działanie zespołu, a dwa miesiące później wydali swój pierwszy singiel – Killing me. Niestety 1 października 2011 roku, gitarzysta Ippu opuścił zespół z powodów osobistych, jednak pozostali członkowie postanowili kontynuować jego działalność. 7 grudnia 2011 roku wydali swój pierwszy mini-album – Slivers.exe.

## Członkowie
- Tsuzuku (綴) – wokal
- Koichi (恋一) – gitara basowa
- MiA – gitara elektryczna
- Meto (メト) – perkusja

Byli członkowie
- Ippu (一風) – gitara elektryczna (2011)

## Dyskografia
Albumy
- Emotional【KARMA】(2 maja 2012)
- SM (7 maja 2014)
- The „420” Theatrical Roses (3 grudnia 2014)

EPs
- Slivers.exe (11 grudnia 2011)
- MESSIAH.bat (1 maja 2013)
- VENOMS.app (5 sierpnia 2015)

Single
- KILLING ME (24 sierpnia 2011)
- Sabato (サバト) (7 marca 2012)
- Sadisgate (5 września 2012)
- EMILY (3 października 2012)
- Avalon (アヴァロン) (2 stycznia 2013)
- DIE KUSSE (6 lutego 2013)
- A Priori (アプリオリ) (4 września 2013)
- Shuuei (醜詠) (2 października 2013)
- DECADANCE-Counting Goats…if I can’t be yours (6 listopada 2013)
- Raven (19 marca 2014)
- Porn Star (9 kwietnia 2014)
- Theatrical blue black (24 września 2014)
- Nepenthes (1 kwietnia 2015)
- Eiki (6 maja 2015)
- Paradigm Paradox (7 października 2015)
- SECRET No.3 (4 listopada 2015)